# Euxestus parkii
Euxestus parkii is een keversoort uit de familie dwerghoutkevers (Cerylonidae). De wetenschappelijke naam van de soort werd in 1858 gepubliceerd door Thomas Vernon Wollaston.